# Копей-Кубово
Копей-Кубово (баш. Кәпәй-Ҡобау) — село в Буздякском районе Башкортостана. Административный центр Копей-Кубовского сельсовета.

## Географическое положение
Расположен на юго-западе Буздякского района и на западе Республики Башкортостан. Деревня расположена на отрогах Бугульмино-Белебеевской возвышенности, верхнем течении реки Кидаш, левом притоке реки Чермасан. Деревня находится на расстоянии 18 км от районного центра и 120 км от Уфы.

## История
Основано в нач. 18 в. башкирами Кубовской волости (башкирский род Кобау) Казанской дороги на собственных землях. По договору 1742 о припуске здесь поселились тептяри.
Село упоминается впервые в документах третьей ревизии 1762 года (учётные документы), в которых все жители поселения "Кубов Капеево" указаны как ясашные татары (башкиры в этой ревизии не учитывались) (п. 3 на стр. 73, "Татары Уфимского уезда (материалы переписей населения 1722–1782 гг.)": справочное издание. 2 изд., испр. и доп. / Отв. ред. Р.Р. Исхаков. – Казань: Институт истории им. Ш. Марджани АН РТ, 2021).
В «Списке населенных мест по сведениям 1870 года», изданном в 1877 году, населённый пункт упомянут как деревня Капей-Кубово 2-го стана Белебеевского уезда Уфимской губернии. Располагалась при речке Кидаше, по правую сторону почтового тракта из Белебея в Уфу, в 45 верстах от уездного города Белебея и в 40 верстах от становой квартиры в селе Верхне-Троицкий Завод. В деревне, в 172 дворах жили 808 человек (426 мужчин и 382 женщины, башкиры, татары), была мечеть.

## Население
| 2002 | 2009 | 2010 |
| ---- | ---- | ---- |
| 961  | ↗997 | ↘949 |

Национальный состав
Основное население — башкиры и татары.

## Общая характеристика
Количество дворов — 319. Основное занятие населения сельское хозяйство и торговля. СПК "Колхоз «Кидаш»", магазины,  дом культуры, библиотека.

## Транспорт
С районным центром Буздяк деревню связывает асфальтированная дорога.
С соседней деревней Каранбаш связывает дорога с щебневым покрытием. В летнее время имеется возможность через Каранбаш по полевой дороге выехать на федеральную трассу М-5 в сторону Кандров в районе деревни Тупкильды Туймазинского района.
В деревню Большая Устюба можно попасть по улучшенной грунтовой дороге. в пятистах метрах от неё находится остановочный пункт 1396 километр Куйбышевской ЖД.

## Образование
- Детский сад «Солнышко».
- Средняя общеобразовательная школа имени Хатмуллы Султанова.

## Религия
В селе есть мечеть.

## Известные люди, связанные с селом
- Султанов Хатмулла Асылгареевич (1924—1994) — Герой Социалистического Труда, полный кавалер ордена Славы.
- Шайхетдинов Вакиль Гилемович (р. 1951) — Заслуженный художник Республики Башкортостан (1999).